# Modern Combat 5: Blackout
Modern Combat 5: Blackout é um jogo de tiro em primeira pessoa desenvolvido pela Wil Lane Bucareste e publicado pela Gameloft. É a quinta edição da série Modern Combat, é a sequência de Modern Combat 4: Zero Hour. Ele foi lançado no dia 24 de julho, 2014 para iOS, Android, Windows Phone 8, Windows 8.1 e BlackBerry. É o primeiro jogo da série Modern Combat grátis em todas as plataformas, exceto para BlackBerry, por que isso foi implantado em uma atualização que não esta disponível no BlackBerry.

## Jogabilidade
O básico de guerra em Modern Combat 5: Blackout é semelhante aos quatro jogos anteriores da série. O jogador pode atirar, agachar-se, Correr, lançar granadas, objetivo, recarregar suas armas, saltar obstáculos,atacar inimigos com uma faca , pegar armas e modificar armas disponíveis. Um novo recurso chave para Modern Combat 5 é a capacidade de pegar um soldado e correção de classe variando de Assalto, Blindado, Recon, Sniper, Apoio, Caçador de Recompensa, Sapador, XMorph ou Kommander.(cada um dos quais tem suas próprias armas e habilidades), embora utilize uma classe não impede o jogador de pegar armas de classes diferentes  (Por exemplo, Recon pode Pegar armas da Classe Assalto) só não pode pegar armas do chão as classes Caçador de Recompensa e Sapador.A campanha concentra-se em Phoenix (um personagem menor em Modern Combat 4) tentando caçar Saunders (um personagem de apoio em Modern Combat 4). Cada missão é de cerca de 5 minutos, bem mais curto do que os lançamentos anteriores da série. Como você joga em uma determinada classe e adquirir pontuação de arma , desbloquear acessórios da arma usada, tanto para a campanha e multiplayer. Modern Combat 5 é o primeiro da Serie Modern Combat  que usa DRM e requer uma constante conexão com a internet para jogar (é necessário conexão à internet para a campanha, bem como todos os jogos da franquia).

### Campanha
Uma mudança importante na campanha de Modern 5: Blackout, comparado aos títulos anteriores da série Modern Combat, é que as missões são muito mais curto. O jogo se passa em 2039 - 2042. A missão em média dura 5-10 minutos,   sendo mais curto do que Modern Combat 4 Zero Hour em que a media era 15-20 minutos. Modern Combat 5: Blackout também introduz aliados, personagens que seguem junto com o jogador, muitas vezes juntando-se durante os conflitos.
Como Modern Combat 4: Zero Hour, as missões da campanha de Modern Combat 5: Exibem uma variedade de modos. O jogo é essencialmente um Jogo de Tiro em Primeira Pessoa, algumas missões incluem barcos, helicópteros, drones e até aviões.

## Multiplayer
O multiplayer de Modern Combat 5 é o mesmo que a maioria FPS multiplayer, principalmente baseando jogabilidade PVP(Player vs Player). O jogo apresenta 7(Um foi removido) mapas diferentes. Quatro são baseados em locais da campanha, dois de locais de jogos anteriores da série , e um deles, chamado Vantagem, é um completamente novo mapa adicionado em uma atualização. O mapa chamado Tempo Extra foi removido e um novo mapa chamado de conversão foi adicionado. Os jogadores também podem formar "esquadrões", um recurso novo para a série Modern Combat. Outra novidade é Chat Particular, que permite bate-papo entre os membros do esquadrão, dica:mire sempre na cabeça do seu adversário e procure também pelo player ExTeRmInAtOr para jogar em dupla ;).

### Mapas Multiplayer
| Nº | Nome              | País    | Localização                            | Tamanho      | Notas                                                      |
| -- | ----------------- | ------- | -------------------------------------- | ------------ | ---------------------------------------------------------- |
| 1  | Canteiro de Obras | Japão   | Ryogoku                                | Grande       | Disponível desde a versão 1.0.0                            |
| 2  | Terraços          | Japão   | Topo do Prédio sede da Gilman em Tokyo | Médio        | Disponível desde a versão 1.0.0                            |
| 3  | Ruas              | Japão   | Tokyo                                  | Médio        | Disponível desde a versão 1.0.0                            |
| 4  | Canais            | Itália  | Veneza                                 | Muito Grande | Disponível desde a versão 1.0.0                            |
| 5  | Tempo Extra       | Japão   | Escritório da Gilman Em Tokyo          | Medio        | Disponível desde a versão 1.1.0 e removido na versão 1.8.0 |
| 6  | Competição        | ------- | Área Militar                           | Grande       | Disponível desde a versão 1.1.0                            |
| 7  | Vantagem          | Japão   | Tokyo                                  | Grande       | Disponível desde a versão 1.4.1                            |
| 8  | Conversão         | ------- | Base Militar Abandonada                | Grande       | Disponível desde a versão 1.8.0                            |

### Modos Multiplayer
Livre Para Todos:Esse é o modo clássico onde todos os jogadores são inimigos, e você deve eliminar o máximo de inimigos possível, o Jogador que terminar a partida com mais pontos ganha.(Não pode usar Apoio Aério) (Pontuação Máxima de 30 Pontos)
Vip:Nesse modo de partida você deve protegem o VIP do seu time(Marcado com uma estrela Verde) e eliminar o VIP da equipe inimiga(Marcado com a cor vermelha) cada morte de um VIP vale 5 pontos, o time que terminar a partida com mais pontos ganha.(Pontuação Máxima de 50 Pontos)
Batalha de Esquadrão:Esse é um modo clássico de jogo joga com seu esquadrão contra outros esquadrões, o objetivo é eliminar o máximo de players do time inimigo possível, o time que terminar a partida com mais pontos ganha.(Pontuação máxima de 50 pontos)
Captura de Bandeira:Esse é um modo clássico de jogo onde você deve capturar a bandeira do time inimigo do outro lado do campo e levá-la ao local onde fica a bandeira do seu time, o time que terminar a partida com mais pontos ganha.(Pontuação Máxima 3 Pontos)
Batalha de Equipe:Esse é um modo é idêntico a batalha de Esquadrão só que os player são aleatórios (ou seja não dá para jogar com seu grupo) o time que terminar a partida com mais pontos ganha . (Pontuação máxima de 50 pontos)
Zona de Controle (Adicionado na Versão 1.2.0):Nesse modo você deve capturar áreas com uma bandeira que lhe dará pontos, o time que terminar a partida com mais pontos ganha. (Pontuação máxima de 100 pontos)
Contagem Regressiva (Adicionado na Versão 2.1.0):Nesse modo o objetivo é eliminar todos os player do time inimigo você pode usar Habilidades compradas com a moeda Intel o time que completar 3 pontos ganha.(Não pode usar Apoio Aério) (Pontuação máxima de 3 pontos)

## Recepção
O jogo foi recebido com críticas e a maioria foram positivas . A versão do iOS detém pontuação global de 79 de 100 no Metacritic, baseado em 17 avaliações, e 81,10% em GameRankings, com base em nove comentários. Revisores elogiou, visual do jogo, som e as explosões realista de granadas , mas criticou o o jogo por sua lentidão e alguns lags. A revisão por TechRadar explica que a campanha é impessoal, e não há nenhuma história para o personagem que você está jogando. Sua avaliação foi 3.5 de 5 estrelas. No entanto outra revisão de GamesLover, explicou que a campanha é muito repetitivo e chata. Sua avaliação foi 1/5 pontos.